# Friedrich III. von Beichlingen
Graf Friedrich von Beichlingen (* vor 1427; † 11. November 1464 in Calbe (Saale)) war als Friedrich III. Erzbischof von 1445 bis 1464  Magdeburg.

## Leben
Friedrich ist der Sohn von Friedrich, Graf und Herr von Beichlingen, der in der Schlacht bei Aussig am 12. Juni 1426 fiel. 1445 übernahm er das Amt des Erzbischofs von Magdeburg, das er 19 Jahre lang ausübte. 
Erzbischof Friedrich von Beichlingen einigte sich mit der Stadt Magdeburg im Vergleich vom 26. Juli 1460 über die Münze und führt im Erzstift Magdeburg die Groschenprägung ein.
Er ordnete u. a. an, dass ab dem St. Michaelistag (29. September 1460) eine neue Münze zu prägen sei, die zunächst „Sechsling“ genannt wurde. Am 24. Juni 1464 stellte Erzbischof Friedrich Gisse Bresewitz aus Salzwedel als Münzmeister ein und wiederholte auch noch einmal die im Jahre 1460 gegebenen Anweisungen über die auszuprägenden Nominale, ihr Raugewicht und ihren Feingehalt. Die 1460 als Sechslinge bezeichneten Münzen nannte er von da an „groschen, der eyner sechs Pfenninge ... gelden sollen.“ 24 Groschen entsprachen einem rheinischen Goldgulden.
Erzbischof Friedrich III. wurde im Magdeburger Dom zur letzten Ruhe gebettet. Sein Grabstein hat sich bis auf den heutigen Tag erhalten.